# سنجق حمص
سنجق حمص (بالعثمانية: Sanjak-ı Humus) كانت ولاية (سنجق) تابعة للدولة العثمانية، وتقع في سوريا الحديثة. كان في البداية سنجقًا تابعًا لمحافظة دمشق، وقد تأسس عام 1517 بعد أن استولت المماليك على سوريا والأراضي المحيطة بها بعد الانتصار في معركة مرج دابق عام 1516. لاحقاً، في عام 1522، رُبط سنجق حماة وحمص المنفصلين ببعضهما البعض وأنشيء سنجق حماة وحمص، وكانت مدينة حمص عاصمة السنجق. وكان عدد سكانها 200410 نسمة في عام 1914. يتقاسم سنجق حمص نفس المنطقة مع سنجق حماة وسنجق السلمية.ومن ثم فصل النظام الذي استمر حتى خمسينيات القرن السادس عشر في تلك السنوات، وبقي سنجق حماة في محافظة دمشق، وربط سنجق حمص بمحافظة حلب المنشأة حديثًا. ثم ربط سنجق حمص بولاية دمشق مرة أخرى في عام 1565، وربطه أخيرًا بولاية طرابلس المشكلة حديثًا بعد 14 عامًا، وظل أحد السناجق الخمسة في ولاية طرابلس حتى نهاية القرن التاسع عشر. فترة الدولة العثمانية.

## الوحدات الإدارية الفرعية
وبحسب ما ورد في عهد سليمان القانوني فإن سنجق حمص كان يتألف من منطقتين وثلاثة نواحٍ والعديد من القرى ضمن هذه البلدات. على الرغم من أن هذه الوحدات الفرعية تنتمي إلى تقارير فترة حكم سليمان القانوني، إلا أنه يُعتقد أنها ظلت كما هي في جميع فترات السنجق تقريبًا.

## حوادث
ويعتقد أن سنجق حمص كان يتكون من منطقتين في جميع فتراته.
- قضاء حمص (تتكون من النواحي الواقعة في مدينة حمص وضواحيها ) . (التشكيل)
- منطقة حصن الأكراد (قلعة الحصن والمدن المحيطة بها) (التشكيل.)

## البلدات
ويعتقد أن سنجق حمص كان يتألف من ثلاث نواحي في جميع فتراته.
- مدينة حمص ( تتكون من البلدات الواقعة في محافظة حمص وضواحيها ) . (التشكيل.)
- بلدة حصنول إكراد (قلعة الحصن والقرى المحيطة بها) (التشكيل.)
- مناصيف ناحية (تتكون من مدن وبلدات ( قرى) السنجق القريبة من البحر الأبيض المتوسط ). (التشكيل.)